# Jonathan Hendrickx
Jonathan Hendrickx (Liegi, 25 dicembre 1993) è un calciatore belga, difensore del Tubize-Braine.

## Palmarès

### Club

#### Competizioni nazionali
- Campionato islandese: 2

FH Hafnarfjörður: 2015, 2016